# Ludwig Trummer

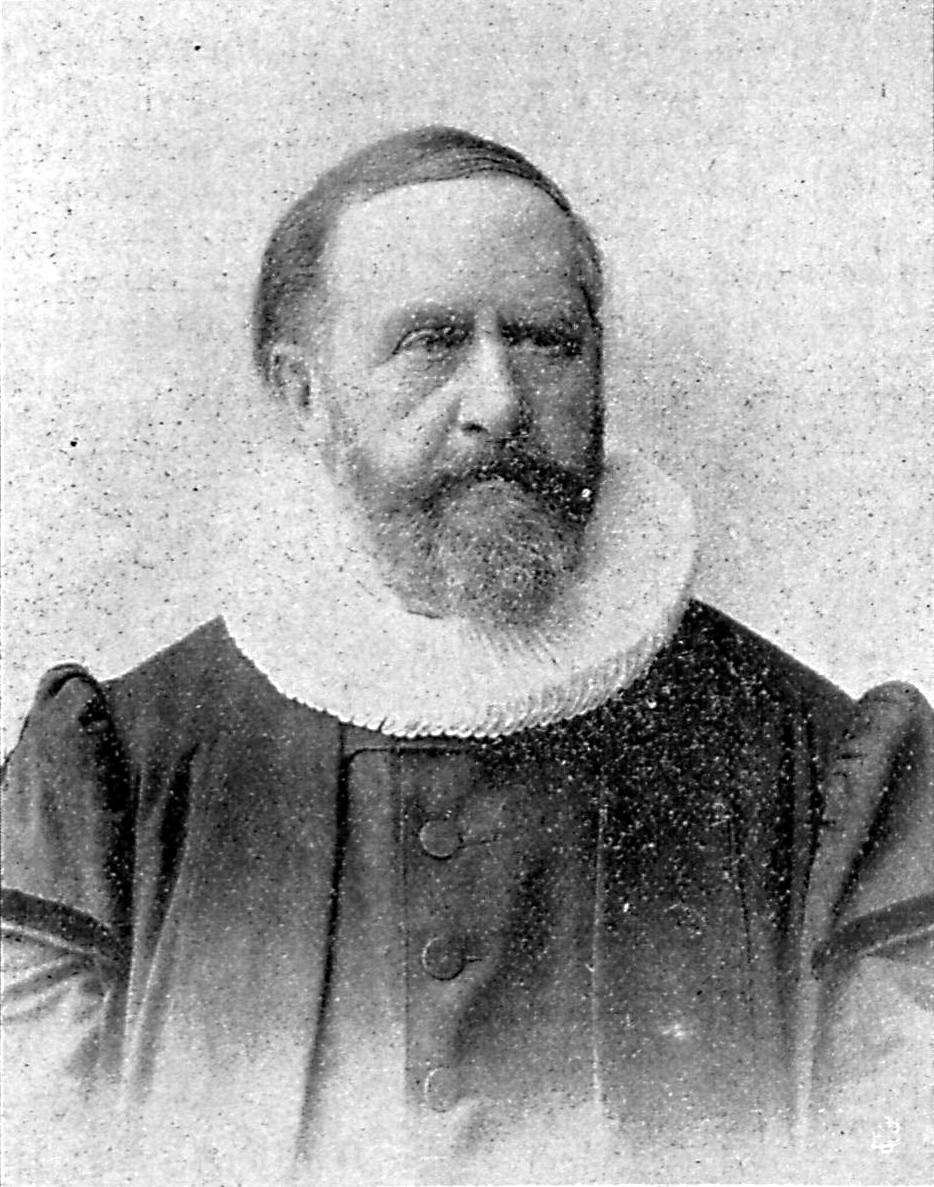
Hauptpastor L. Trummer

Ludwig Adolf Trummer (* 19. Juli 1832 in Lübeck; † 23. Juni 1911 ebenda) war ein deutscher evangelisch-lutherischer Geistlicher und Hauptpastor an St. Petri in Lübeck.

## Leben

### Herkunft

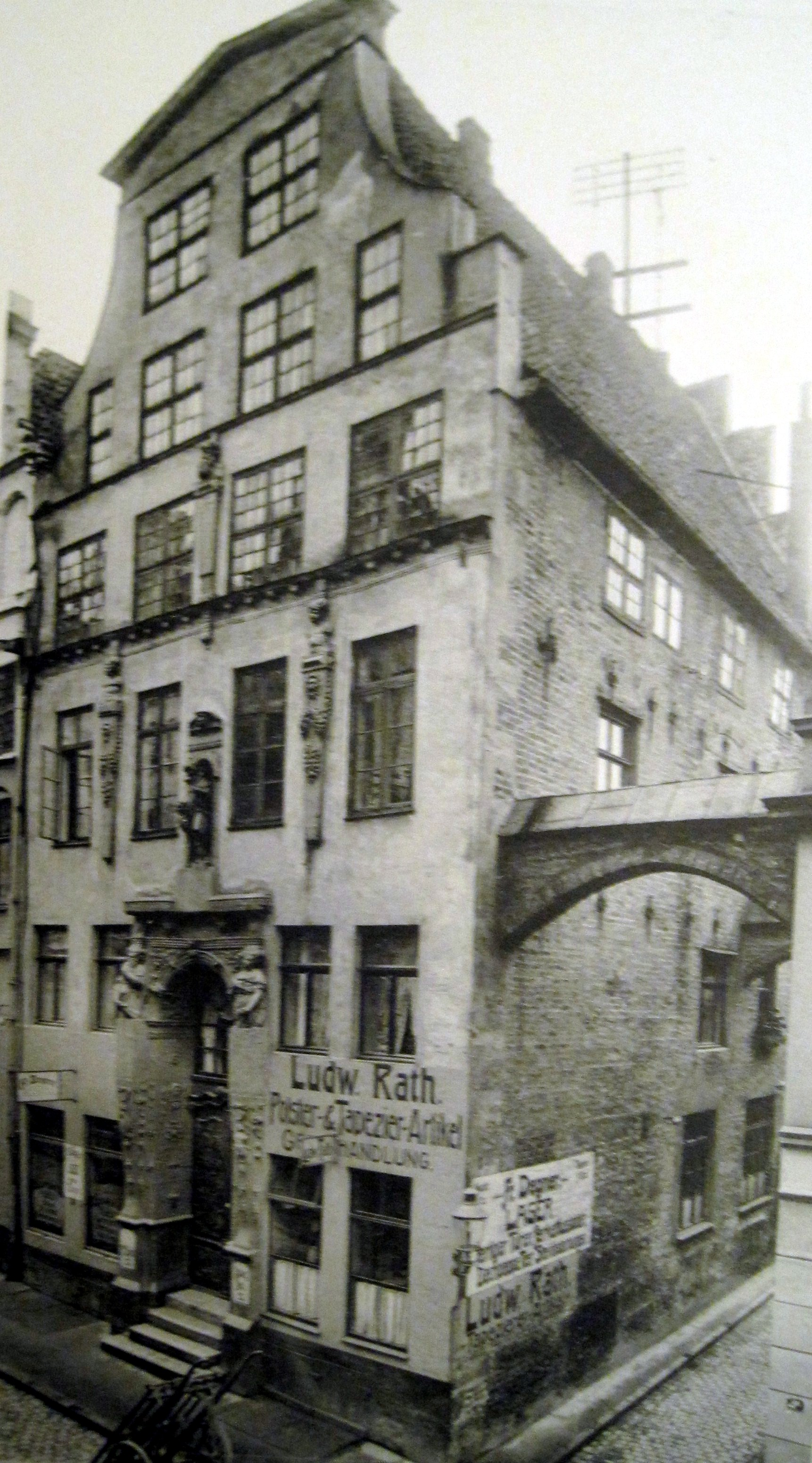
Wohnhaus von Frau Trummer und ihren Kindern

Trummer war der Sohn Advokaten Dr. Adolph Trummer und seiner zuvor als Schauspielerin bekannten Frau Caroline, geb.  Kupfer. Seine früh verwitwete Mutter lebte mit ihrem Sohn und drei Töchtern in der Fischstraße 27 an der Ecke Einhäuschen Querstraße, neben dem Pastorat der Reformierten Kirche und war Teil eines Lesezirkels, zu dem auch Emanuel Geibel  gehörte. Sie starb am  2. August 1850 an der Cholera, und Karl Peter Klügmann wurde Vormund der Kinder. Seine Schwester Amanda („Ada“) heiratete 1852 17-jährig Emanuel Geibel und verstarb drei Jahre später 1855 in München.
Elise, eine Schwester Trummers, heiratete den Lübeckischen Arzt Gottlob Reuter. Eine ihrer Töchter war die bereits 1903 verstorbene Malerin Elisabeth Reuter.

### Laufbahn
Nach dem Abitur am Katharineum zu Ostern 1851 studierte er Evangelische Theologie, zuerst an der Universität Erlangen, dann an der Georg-August-Universität Göttingen.
Nach bestandenem Examen wirkte Trummer als Hauslehrer in Travemünde und Dannenberg. Als Kandidat übernahm er die Leitung des Lübecker Progymnasiums, der sogenannten Kandidatenschule. Unter ihm stieg die Anzahl der Schüler, die vorher konstant um die 40 gelegen hatte, auf über 100 an.
Am 26. Februar 1867 erwählte die St. Mariengemeinde Trummer zu ihrem Prediger und dritten, später zweiten Geistlichen. Innerhalb kürzester Zeit scharte sich um den mit einer glänzenden Rednergabe ausgestatteten jungen Geistlichen eine große Hörergemeinde.
Regen Anteil nahm er während des Deutsch-Französischen Krieges an der Entwicklung des Deutschen Reiches. Begeistert und alle um sich herum begeisternd suchte er seinen Gefühlen in Worten Ausdruck zu geben. So erschien in den Lübeckischen Anzeigen am 14. Dezember 1870 das Leitgedicht „Dezember 1870“. Da der Autor dort nicht genannt worden war, vermuteten die Lübecker ihren Emanuel Geibel als dessen Verfasser. Sein Schwager war derweil aus München, wo er in Ungnade fiel, vor Jahren wieder nach Lübeck zurückgekehrt. Nur durch einen Zufall wurde bekannt, dass es der Prediger an St. Marien war. In dem Jahrbuch religiöser Poesien aus dem Jahr 1874 veröffentlichte der feinsinnige Dichter „Ach Gott vom Himmel sieh darein“ und „Petrus Paulus Bergerius und Franzesco Spiera“.
In seiner Gemeinde als treuer Seelsorger wirkend und außerhalb derselben Anteil an allen vaterstädtischen Vorgängen nehmend, wurde er 1877 von seinen Mitbürgern in die Bürgerschaft berufen. Der Gesetzgebenden Körperschaft gehörte Trummer bis 1901 an. In den Jahren 1886–88, 1892–94 und 1895–97 zog man ihn in den intimeren Beratungen des Bürgerausschusses hinzu. Er gehörte bis 1904 der Oberschulbehörde an und widmete sich dem Ausbau des staatlichen Schulwesens. 
Als der Gedanke der Gedanke der Einrichtung von Ferienkolonien von Emil Minlos, dem ursprünglich aus Lübeck stammenden jetzigen Sozialreformer aus Berlin, die Stadt erreichte, war Trummer der Erste der, der diesen in Lübeck umzusetzen suchte. Er warb unter seinen Freunden Förderer dieser „guten“ Sache und war der Mitbegründer des „Vereins von Ferienkolonien“.
Doch nicht nur den Kleinen aus dem Volke galt Trummers Interesse. Als einer der Ersten schloss er sich einer Vereinigung an, die es sich zur Aufgabe machte, dem Volke gute geistige Genüsse zu verschaffen. An einem von dieser Vereinigung veranstalteten Volksunterhaltungsabende erwies sich Trummer in einem Vortrag: „Lübeck vor 50 Jahren“ als sehr begabter Volkserzähler. Außerdem wirkte er in der Gesellschaft zur Beförderung gemeinnütziger Tätigkeit, war stellvertretender Vorsitzender der St. Petri-Gemeinde, Angehöriger der Geographischen Gesellschaft und Mitglied in der Synode.

Petrikirche

Der Pastor an St. Marien wurde am 29. Juni 1880 zum Hauptpastor an St. Petri berufen.
Weit über die Grenzen seiner Vaterstadt hinaus ging der Ruf des begabten Kanzelredners, als die von ihm in St. Marien am 12. April 1884 am Sarge Geibels gehaltene Gedächtnisrede im Druck erschien.
Anfang 1888 wurde die Leitung des kürzlich konstituierten Lübecker Bezirksvereines des 1883 in Kassel gegründeten Deutschen Vereins gegen den Missbrauch geistiger Getränke bestimmt. Den Vorsitz übernahm Heinrich Alphons Plessing, den Vorstand bildeten er, Physikus Carl Türk, Theodor Eschenburg, Nicolaus Joachim Bernhard Jürss und Christian Reimpell.
Im September des Jahres 1906 hielt Trummer in der überfüllten Petrikirche seine Abschiedspredigt. Seine Schwerhörigkeit, die ihn zum Rücktritt von dem Amt bewegte, merkte man ihm hierbei nicht an.
Hauptpastor Theodor Zietz hielt nach seinem Tode am 27. Juni 1911 die Trauerversammlung in der Petrikirche ab.

### Familie
Trummer hatte zwei Töchter. Deren Ehepartner waren, wie ihr Vater, ebenfalls Geistliche.

## Trivia
Nach dem Tode des Senators Thomas Johann Heinrich Mann am 13. Oktober 1891 wurden Konsul Fehling und der Weinhändler Tesdorf zu Vormunden seiner fünf hinterlassenen Kinder bestellt.
Thomas Mann war zu diesem Zeitpunkt 16 Jahre alt. In seinem Roman Die Buddenbrooks, für den er später den Nobelpreis für Literatur erhalten sollte, begegnet Pastor Trummer dem Leser als Pastor Kölling.
Als Familienpastor bei Konsul Buddenbrook malt er in seinen Predigten oft rhetorische Schreckbilder. Wegen Tonys unbotmäßiger Abneigung, Herrn Grünlich zu heiraten, mahnt er im Auftrag der Familie 1845 von der Kanzel herab zu Ehepflicht und Gehorsam (III, 4). Er predigt auch noch bei Tonys Trauung mit Permaneder 1857.

## Verweise